# Pendón de Hernán Cortés

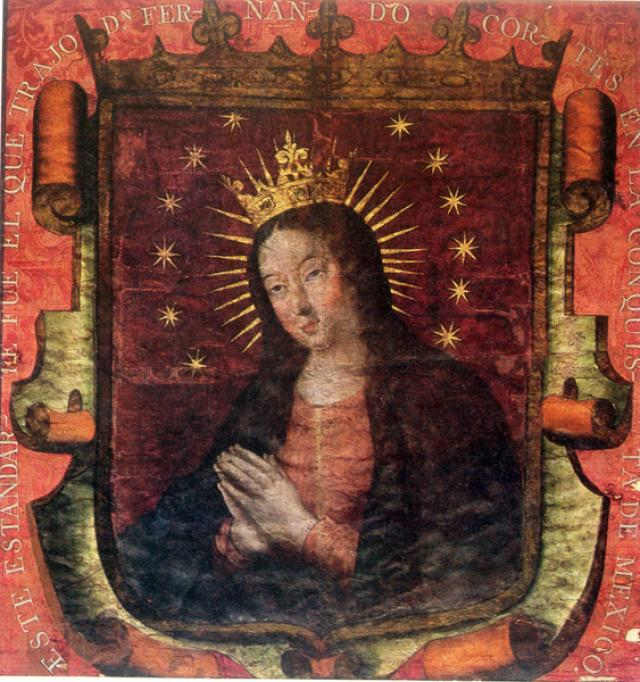
Pendón de Cortés conservado en el Museo del Ejército en Toledo (España).

El pendón de Hernán Cortés es el estandarte que el conquistador español Hernán Cortés usó durante la conquista de la Nueva España y que puede observarse en el Museo del Ejército de Toledo. Mide tres metros de alto por dos y medio de ancho y es un damasquinado bordado sobre tela de seda, realizado en el Real Monasterio de Santa María de Guadalupe. En el anverso, está bordada una copia de la Virgen del Coro del Monasterio de Guadalupe, y en el reverso, los escudos de Castilla y León. 
En el Museo del Ejército, en el alcázar de Toledo, se encuentra el pendón de Cortés, considerado la joya más singular de este museo. Dicho pendón, llevado a América en el siglo XVI, constituye una de las piezas más antiguas. Ha sido precisamente en dicho alcázar que Cortés fue recibido por Carlos I de España durante su primer regreso desde Nueva España.
Cortés donó en 1529 el pendón a Oaxaca, señorío del cual había sido hecho recientemente marqués.  Los rebeldes encabezados por el vallisoletano José María Morelos juraron en su presencia en 1812. El pendón volvió a España en 1814, tras ser rescatado por el Tercio de Saboya ese mismo año.
Fue adquirido el estandarte por el director, León Gil del Palacio, ya sea de otros fondos del Estado o de casas de abolengo, durante los preparativos para la reapertura en 1841 del Museo al público, cuando se mudó al madrileño palacio del Buen Retiro.
Se conserva el pendón, ya muy frágil, tras una vitrina.